# 本多花子
本多 花子（ほんだ はなこ、1909年1月16日 – 1968年1月31日）は日本の政治家、衆議院議員（1期）。

## 来歴
兵庫県神戸市出身。神戸市立水木尋常小学校卒。1946年第22回衆議院議員総選挙に大阪府第2区から日本婦人党公認で立候補して当選する。当選直後に日本自由党に入ったため、地元の選挙民から所属している町内会からの転出と議員辞職を要求する決議書が出された。翌1947年の総選挙で大阪5区から自由党公認で立候補して落選した。1968年死去。